# گرته هرمان
گرته هرمان (آلمانی: Grete Hermann؛ زاده ۲ مارس ۱۹۰۱ درگذشته ۱۵ آوریل ۱۹۸۴) یک فیزیک‌دان ریاضی‌دان، و فیلسوف اهل آلمان بود. او منتقد نظریه فون نویمان در خصوص فیزیک کوانتوم بود و تا دهه ها نظریه انتقادی او مورد توجه قرار نگرفت.